# Pythermos
Pythermos (altgriechisch Πύθερµος) war ein aus Teos in Ionien stammender lyrischer Dichter. Weitere Lebensdaten sind nicht bekannt, vielleicht schrieb er im 6. Jahrhundert v. Chr. Athenaios erwähnt ihn in seinem Gelehrtenmahl in einer Erörterung des 3. Buches von Herakleides Pontikos’ Über die Musik (Peri musikes). Er soll Skólia méle in ionischer Tonart gedichtet und iambische Verse verfasst haben. Von seinen Werken ist nur ein einziger Vers überliefert, ein Phalaeceus, demzufolge außer Gold alles nichts sei. Er wurde zum Sprichwort und so von Diogenianos Grammatikos, Plutarch und in der Suda zitiert.